# لوسدورپ
لوسدورپ (به هلندی: Losdorp) یک منطقهٔ مسکونی در هلند است که در دلف‌زیل واقع شده‌است. لوسدورپ ۱۵۰ نفر جمعیت دارد.